# Josef Fendt
Josef Fendt (6 de octubre de 1947) es un deportista alemán que compitió para la RFA en luge en la modalidad individual.
Participó en dos Juegos Olímpicos de Invierno en los años 1972 y 1976, obteniendo una medalla de plata en Innsbruck 1976 en la prueba individual. Ganó dos medallas de oro en el Campeonato Mundial de Luge en los años 1970 y 1974, y una medalla de plata en el Campeonato Europeo de Luge de 1973.

## Palmarés internacional
| Juegos Olímpicos   | Juegos Olímpicos    | Juegos Olímpicos | Juegos Olímpicos |
| Año                | Lugar               | Medalla          | Prueba           |
| ------------------ | ------------------- | ---------------- | ---------------- |
| 1976               | Innsbruck (Austria) | Medalla de plata | Individual       |
| Campeonato Mundial |                     |                  |                  |
| Año                | Lugar               | Medalla          | Prueba           |
| 1970               | Königssee (RFA)     | Medalla de oro   | Individual       |
| 1974               | Königssee (RFA)     | Medalla de oro   | Individual       |
| Campeonato Europeo |                     |                  |                  |
| Año                | Lugar               | Medalla          | Prueba           |
| 1973               | Königssee (RFA)     | Medalla de plata | Individual       |